# Audrey Syren
Pour les articles homonymes, voir Syren (homonymie).
Audrey Syren est une joueuse française de volley-ball née le 4 septembre 1983 à Mulhouse, dans le Haut-Rhin. Elle mesure 1,78 m et joue passeuse.

## Clubs
| Club                       | Pays   | De        | À         |
| -------------------------- | ------ | --------- | --------- |
| ASPTT Mulhouse             | France |           | 2001-2002 |
| RC Villebon 91             | France | 2002-2003 | 2004-2005 |
| Stade Français-Saint-Cloud | France | 2005-2006 | 2005-2006 |
| Saint-Raphaël VB           | France | 2006-2007 | 2008-2009 |

## Palmarès
- Championnat de France de beach-volley (1)
  - Vainqueur : 2000